# دانيال فيت
دانيال فيت (ولد في 9 ديسمبر 1956): لاعب كرة قدم بلجيكي سابق.
لعب 12 مباراة دولية مع منتخب بلجيكا لكرة القدم، ولعب في كأس العالم لكرة القدم 1986 حيث حصلت بلجيكا علئ المركز الرابع. خلال مشواره محليا لعب لنادي كي.سي.في. واريجيم ونادي لييج.

## روابط خارجية
- دانيال فيت على موقع الاتحاد البلجيكي (الإنجليزية)
- دانيال فيت على موقع قاعدة بيانات كرة القدم.إي يو (الإنجليزية)
- دانيال فيت على موقع ناشيونال فوتبول تيمز (الإنجليزية)
- دانيال فيت على موقع Soccerway.com (الإنجليزية)
- دانيال فيت على موقع عالم كرة القدم.نت (الإنجليزية)